# Cảnh Đức vương
Cảnh Đức Vương (trị vì 742-765) là người trị vì thứ 35 của vương quốc Tân La. Ngày nay, ông được biết đến nhiều với các nỗ lực nhằm khuyến khích Phật giáo. Ông có tên húy là Kim Hiến Anh (金憲英, 김헌영)
Trong thời kỳ này, vua Bột Hải Văn Vương của vương quốc Bột Hải củng cố quan hệ với Tân La, thế lực đã thống nhất bán đảo Triều Tiên phía nam Bột Hải. Khi đó, Tân La đạo (Sillado), con đường giao thương buôn bán giữa Bột Hải với Tân La đã được thiết lập. Con đường thương mại của Tân La bắt đầu tại Đông Kinh nằm ở trung tâm tỉnh Yongwon của vương quốc Bột Hải, đi xuống dọc theo bờ biển qua tỉnh Hamgyong ngày nay. Tuyến đường này cũng đi qua Nam Kinh của vương quốc Bột Hải, được thành lập với mục đích tiến hành thương mại giữa vương quốc Bột Hải với Tân La. Kể từ những năm 1980, một số lượng lớn các địa điểm khảo cổ liên quan đến Bột Hải đã được khai quật ở Bắc Triều Tiên; trong số những địa điểm đó, thành trì tại Bukcheong và địa điểm tu viện tại Omae-ri ở thành phố Sinpo là những địa phương tham gia vào hoạt động thương mại giữa Bột Hải và Tân La. Con đường dẫn từ Pukchong - Nam Kinh của vương quốc Bột Hải, dọc theo bờ biển đến sông Yonghung; bên kia sông là quận Chonjeong (Jeonjeong) của Tân La.
Chùa Bulguksa (Phật Quốc tự) được xây theo lệnh của ông vào năm 751. Ông cũng cho xây dựng Seokguram (Thạch Quật am), trong đó cũng bao gồm nhiều tác phẩm nghệ thuật Phật giáo. Am cũng có nhiều điểm đặc trưng của Shaman giáo (hay vu giáo) tồn tại từ trước đó. Cuối cùng, ông cho làm một quả chuông lớn mang tên Thánh Đức Đại Vương thần chung (chung nghĩa là cái chuông), theo tên phụ thân (quả chuông này hoàn thành trong thời trị vì của con trai ông là Huệ Cung Vương). Đây được xem như một nét điển hình nhất cho nghệ thuật Phật giáo tại Triều Tiên.
Năm 753 Thiên hoàng Kōken của Nhật Bản phái sứ giả sang Tân La để bang giao. Tuy nhiên vua Cảnh Đức Vương lại đối xử kiêu ngạo với các sứ giả Nhật Bản.
Thời ông cai trị có cuộc nổi dậy do Kim Daegong lãnh đạo (người thuộc các chi khác của gia tộc Kim) với thời gian lên đến ba năm. Cảnh Đức Vương dập tắt được nghĩa quân của Kim Daegong.
Một bằng chứng quan trọng cho sự xói mòn của quyền lực quân vương Tân La là việc Cảnh Đức Vương hủy bỏ hệ thống chức điền và tái lập hệ thống lộc ấp có lợi cho tầng lớp quý tộc vào năm 757.
Năm 758 Thiên hoàng Kōken của Nhật Bản lại phái sứ giả sang Tân La để bang giao. Lần này Cảnh Đức Vương lại từ chối gặp họ. Cảnh Đức Vương được cho là đã xúc phạm Nhật Bản hai lần.
Với hai lần Nhật Bản bị Cảnh Đức Vương xúc phạm, từ sau năm 758, Thiên hoàng Junnin của Nhật Bản yêu cầu vương quốc Bột Hải (đời vua Bột Hải Văn Vương) cùng họ tấn công Tân La. Bột Hải và Nhật Bản đã nhiều lần cho sứ giả đi lại với nhau trong những năm 759 đến năm 761 để lên kế hoạch cho cuộc tấn công vào Tân La.
Cảnh Đức Vương có thể đã biết về những kế hoạch của Bột Hải và Nhật Bản muốn tấn công gọng kìm vào Tân La và đã chuẩn bị bằng cách xây dựng sáu lâu đài dọc theo biên giới với vương quốc Bột Hải vào năm Đại Hưng thứ 25 (năm 762). Bột Hải Văn Vương nhiều lần phái quân tấn công biên giới Tân La. Khu vực biên giới Bột Hải và Tân La đã đổi chủ nhiều lần nhưng những tổn thất không được mô tả trong lịch sử chính thức của Tân La, chỉ ghi ngày tháng khi một đội quân Tân La được gửi lên phía bắc. Nhật Bản (đời Thiên hoàng Junnin) đã chuẩn bị một hạm đội để xâm chiếm miền nam Tân La, tuy nhiên kế hoạch không bao giờ thành hiện thực.
Cũng trong năm 762 nhà Đường (đời vua Đường Đại Tông) công nhận vương quốc Bột Hải (đời vua Bột Hải Văn Vương) là một quốc gia độc lập. Tuy nhiên nước Tân La (đời vua Cảnh Đức Vương) vẫn coi vương quốc Bột Hải là một chư hầu nổi loạn của Tân La dù Tân La có diện tích nhỏ hơn vương quốc Bột Hải.
Sau khi nhà Đường công nhận Bột Hải là một vương quốc vào năm 762, từ năm 762, các đoàn sứ giả Bột Hải đến Nhật Bản (đời Thiên hoàng Junnin) bắt đầu coi người cai trị Bột Hải là hậu duệ của Thiên đường, tức là Thiên tử (ý nói rằng các vua Bột Hải có địa vị ngang hàng với các hoàng đế nhà Đường). Các quan chức Nhật Bản đã chỉ trích những bức thư này, sửa đổi chúng và hạn chế các đoàn sứ giả từ Bột Hải đến Nhật Bản. Một văn bia hoàng gia và kinh Phật xác nhận danh hiệu Thiên tử cho người cai trị của Bột Hải.
Năm 765 Cảnh Đức Vương qua đời, Kim Can Vận (金乾運, 김건운) lên nối ngôi vua Tân La, tức là vua Tân La Huệ Cung vương.